# Meta Sudans
Meta Sudans var en konformad fontän i Rom, belägen nära Colosseum och uppförd av kejsarna Titus och Domitianus. Meta betyder ”konisk eller kägelformig figur” och utgjorde i detta sammanhang platsen där triumftåg vände för att färdas uppför Velia och Via Sacra. Meta Sudans markerade även skärningspunkten för flera av det augusteiska Roms fjorton regioner. 
Sudans betyder ”svettande” och anger att vatten rann nerför fontänens sidor. Själva fontänen var 17 meter hög, medan bassängen var 16 meter i diameter och 1,4 meter djup.
Resterna av Meta Sudans revs år 1936.

## Historik
Meta sudans (latin "den svettande målkäglan"), var en mindre ruin i närheten av Colosseum. Den utgjordes av en delvis förstörd kon av tegel, en kvarleva av en vattenkonst, uppsatt där, sedan Neros "Gyllene hus" blivit nedrivet.